# Jan Šimánek
Jan Šimánek (27. července 1904 – ???) byl český a československý politik Komunistické strany Československa a poúnorový poslanec Národního shromáždění ČSR.

## Biografie
K roku 1954 se profesně uvádí jako kovář Československých automobilových opraven.
Ve volbách roku 1954 byl zvolen za KSČ do Národního shromáždění ve volebním obvodu Praha-město. V parlamentu setrval až do konce funkčního období, tedy do voleb roku 1960.